# Goyrans
Goyrans är en kommun i departementet Haute-Garonne i regionen Occitanien i södra Frankrike. Kommunen ligger i kantonen Castanet-Tolosan som tillhör arrondissementet Toulouse. År 2022 hade Goyrans 847 invånare.

## Befolkningsutveckling
Antalet invånare i kommunen Goyrans
Referens:INSEE